# Giancarlo Durisch
Giancarlo Durisch (* 12. Februar 1935 in Sorengo; † 19. Februar 2013 in Riva San Vitale) war ein Schweizer Architekt, Gastprofessor und Vertreter der Tessiner Tendenza.

## Werdegang
Giancarlo Durisch machte 1955 seine Matura in Lugano und studierte anschließend bis 1961 Architektur an der ETH Zürich. Nach dem Diplom gründete er 1964 ein Architekturbüro in Riva San Vitale. Durisch lehrte ab 1965 an der Höheren Technischen Schule Lugano und als Gastprofessor an der ETH Zürich (1977–1978). 1978 wurde er in den BSA berufen und war Mitglied im SIA.
Seine Tochter Pia Durisch ist ebenfalls als Architektin und Gastprofessorin tätig, die zwischen 1989 und 1993 bei ihrem Vater in Riva San Vitale arbeitete.

## Bauwerke
- 1961: art de vivre, Expo 64 mit Tita Carloni und Max Bill unter Leitung von Alberto Camenzind
- 1969–1976: Altersheim Casa Serena, Molino Nuovo
- 1966–1977: Erweiterung der Banca della Svizzera Italiana, Lugano mit A. Ribolzi[3]
- 1980: Haus und Studio Durisch, Riva San Vitale
- 1980–1982: Scoula media Riva San Vitale mit Giudici
- 1987–1990: Bürogebäude Colombo, Lugano mit Federica Colombo[4]
- 1992–1997: Swisscom Service Center, Bellinzona
- 2007–2010: Turnhalle der scoula media Riva San Vitale, mit Durisch+Nolli
- Haus Rezzonico, Chiasso
- Haus Dr. Muggiasca, Bedigliora

Restaurierungen:
- 1970–1971: Kirche Santa Maria del Castello, Osogna
- 1978–1984: Kirche von Santi Felino und Gratiniano, Osogna
- 1992–1997: Teatro Sociale, Bellinzona mit Durisch + Nolli
- 2003–2006: Palazzo comunale, Riva San Vitale mit Lino Caldelari